# Djibo Bakary
Pour les articles homonymes, voir Bakary.
Djibo Bakary (né en 1921 ou 1922, mort le 16 avril 1998 à Niamey) est un homme politique socialiste nigérien, figure majeure du mouvement indépendantiste du Niger.

## Biographie
Djibo Bakary est instituteur. En 1946, il devient le premier secrétaire du Parti progressiste nigérien (PPN), parti affilié au Rassemblement démocratique africain (RDA). Il se présente sans succès aux élections législatives de 1951, de même que son cousin Hamani Diori. Figure de l'aile gauche du PPN et du RDA, il s'oppose à la décision de Félix Houphouët-Boigny de rompre avec les communistes et d'abandonner la lutte pour l'indépendance afin de se rapprocher du gouvernement français. Il dénonce une décision solitaire et demande que les organes internes soient consultés. Ne pouvant obtenir satisfaction, exclu des organes dirigeants du RDA, il quitte le PPN, se lance dans le syndicalisme puis crée son propre parti politique, qui deviendra plus tard le Sawaba.
En octobre 1956, il est le premier maire élu de Niamey. Il est ensuite vice-président du Conseil en 1957 puis, en juillet 1958, président du Conseil, c'est-à-dire chef du gouvernement. 
Partisan d'une indépendance immédiate du Niger, il soutient le « non » au référendum du 28 septembre 1958 organisé par la France en vue de créer la Communauté française. Le gouvernement démissionne le 19 octobre 1958 à la suite de la victoire du « oui », après une campagne électorale sabotée par l’administration coloniale. Il est remplacé par Hamani Diori, partisan du « oui ».
Après l'interdiction et la dissolution de son parti le 12 octobre 1959, Djibo Bakary passe à la clandestinité et trouve refuge au Ghana (alors dirigé par Kwame Nkrumah), puis au Mali et en Guinée.
Il retourne au Niger en 1974, où il meurt en 1998.

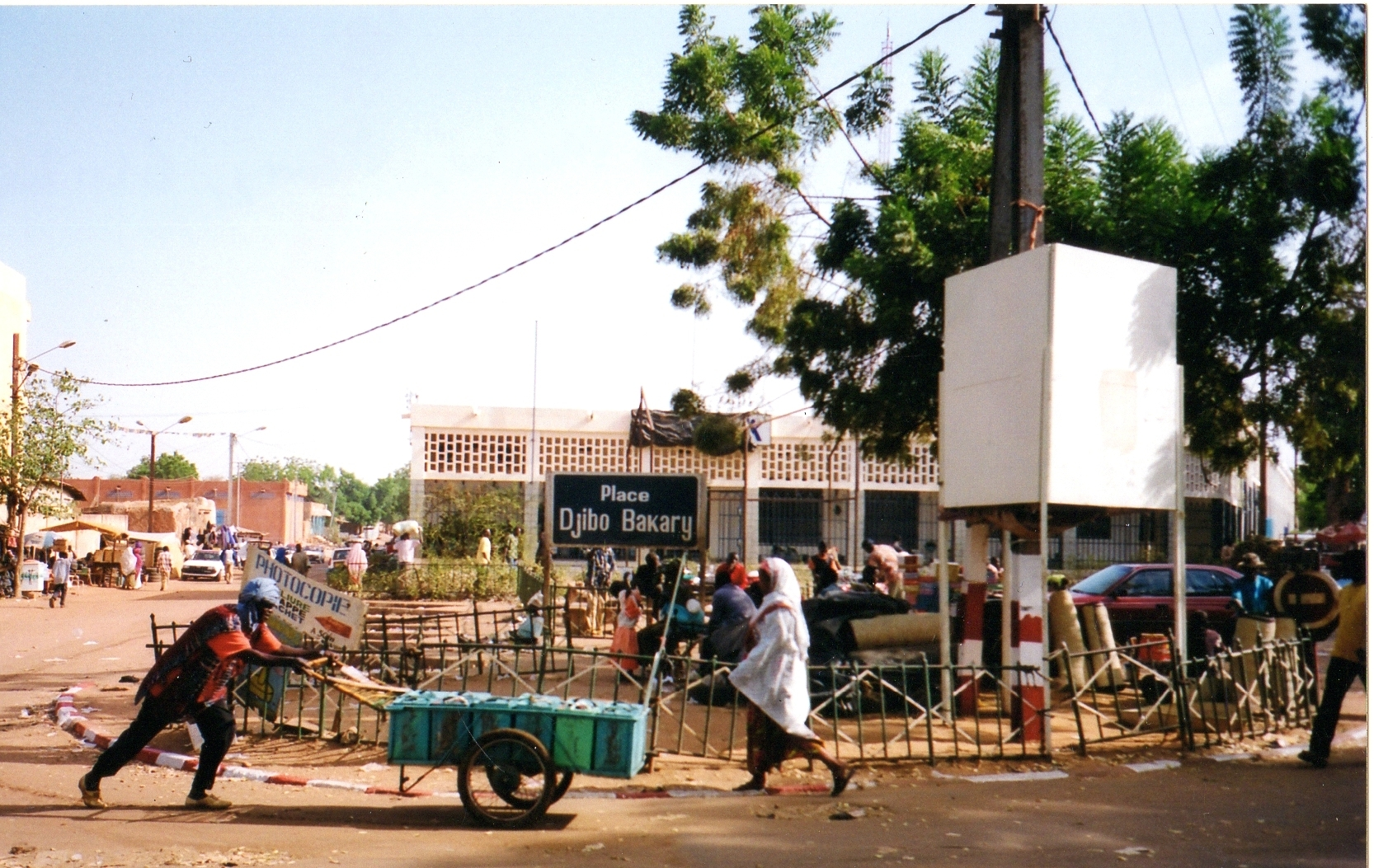
Place Djibo-Bakary à Niamey.